# アレクシア (ギリシャ王女)
アレクシア・ティス・エラザス・ケ・ザニアス（ギリシア語: Αλεξία της Ελλάδας και Δανίας, 1965年7月10日 - ）は、ギリシャの王族。スペイン語名はアレクシア・デ・グレシア・イ・ディナマルカ（Alexia de Grecia y Dinamarca）。

## 経歴
ケルキラ島にあるモンレポスの城館でギリシャ王コンスタンティノス2世とその妃アンナ＝マリアの長女（第1子）として生まれる。1967年に弟パウロスが生まれるまで、ギリシャ王位の推定相続人の地位にあった。しかしパウロスが生まれて間もなく、クーデターによって国王一家は国外への亡命を余儀なくされ、父王は1973年に軍事政権によって正式に廃位された。
1999年7月9日に、スペイン人の建築家でヨットレース選手のカルロス・モラーレス・クインタラと、ロンドンの聖ソフィア大聖堂で結婚式を挙げた。結婚に際してカトリックに改宗したため、旧ギリシャ王位およびイギリス王位継承権（前者のみ自分の子孫含む）を喪失した。
現在、カナリア諸島のランサローテ島に家族で暮らしている。

## 子女
カルロスとの間に1男3女を儲けている。
- アリエッタ（2002年 - ）
- アナ・マリア（2003年 - ）
- カルロス（2005年 - ）
- アメリア（2007年 - ）